# دولت سرمایه‌داری
دولت سرمایه‌داری (به انگلیسی: capitalist state) به دولتی اطلاق می‌شود که کارکرد و شکل آن، بر پایهٔ سرمایه‌داری است. این مفهوم اغلب به جای مفهوم دولت مدرن استفاده می‌شود.
کارکردهای اولیه دولت سرمایه‌داری ارائه یک چارچوب قانونی و زیرساختی است که برای کسب و کار و انباشت سرمایه مفید است. نظریه‌های متفاوتی در مورد کارکرد ضروری و مناسب دولت در اقتصاد سرمایه‌داری وجود دارد. از جملهٔ آنها، لسه فر است که از دولتی که محدود به تأمین کالاهای عمومی و حفاظت از حقوق مالکیت خصوصی است دفاع می‌کند. در حالی که طرفداران مداخله‌گری بر اهمیت مقررات، مداخله و تثبیت اقتصاد کلان برای فراهم کردن محیط مساعد برای انباشت سرمایه و کسب و کار تأکید می‌کنند.
متفکران مارکسیستی، اغلب از دولت سرمایه‌داری به عنوان دیکتاتوری بورژوازی یاد می‌کنند. این متفکران، بر نقش سیاستگذاران و نخبگان سیاسی که پیشینه تجاری یا طبقاتی مشترکی دارند، تأکید می‌کنند، که منجر به تصمیمات آنها منعکس کننده منافع طبقاتی آنها می‌شود.

## برای مطالعهٔ بیشتر
- باراک، گرگ (ویرایش) (1991). جنایات دولت سرمایه‌داری: مقدمه ای بر جنایت دولتی. آلبانی، نیویورک: انتشارات دانشگاه ایالتی نیویورک.شابک ‎۰−۷۹۱۴−۰۵۸۴−۲شابک 0-7914-0584-2.
- دانکن، گریم. دموکراسی و دولت سرمایه‌داری نیویورک: انتشارات دانشگاه کمبریج.شابک ‎۹۷۸۰۵۲۱۲۸۰۶۲۴شابک 9780521280624.
- جسوپ، باب (2002). آینده دولت سرمایه‌داری. کمبریج: پولیت پرس.شابک ‎۰−۷۴۵۶−۲۲۷۲−۰شابک 0-7456-2272-0.
- جسوپ، باب (1990). نظریه دولت: قرار دادن دولت سرمایه‌داری در جای خود. پارک دانشگاه: انتشارات دانشگاه ایالتی پنسیلوانیا.شابک ‎۰−۲۷۱−۰۰۷۳۵−۴شابک 0-271-00735-4.
- ساویل، جان (1994). تحکیم دولت سرمایه‌داری، ۱۸۰۰-۱۸۵۰. لندن و بولدر، کلرادو: Pluto Press.شابک ‎۹۷۸−۰−۷۴۵۳−۰۸۹۸−۲شابک 978-0-7453-0898-2.
- شیمانسکی، آلبرت (1978). دولت سرمایه‌داری و سیاست طبقاتی. کمبریج، ماساچوست: ناشران وینتروپ.شابک ‎۹۷۸−۰۸۷۶۲۶۱۰۵۷شابک 978-0876261057.